# 新大嶼山巴士4號線
新大嶼山巴士4號線是香港大嶼山一條來往梅窩碼頭及塘福的巴士路線，提供梅窩來往貝澳、長沙及塘福的巴士服務。

## 歷史
- 1960年代：本線由聯德巴士公司經營，來往梅窩及塘福，初時並無路線編號。
- 1973年5月11日：聯德巴士公司與另外兩間巴士公司合併為新大嶼山巴士（1973）有限公司，此線由該公司接辦。
- 1974年12月1日：嶼巴大幅重組路線及制訂路線號；此線編為4號線及改為往來梅窩至長沙海灘。
- 1980年4月1日：路線由長沙海灘延長至塘福。
- 1983年12月1日：改以「一人控制」模式運作，取消所有的雙向分段收費，並先後新增多項單向分段收費[1]。
- 1993年：本線提供空調巴士服務。
- 2001年5月21日：本線提供雙向分段收費，取代客量偏低的7號線，而本線服務時段以外由1號線的雙向分段收費提供服務。
- 2005年4月4日：本線改為全空調服務。
- 2006年2月6日：本線平日改為只於上、下午時段提供服務[2]。
- 2013年3月3日：修訂班次，同時取消雙向分段收費及繞經貝澳巴士總站之班次。
- 2022年5月30日：修訂班次。[3]
- 2024年11月4日：星期一至五14:30由梅窩碼頭開出之班次改於14:45開出。

## 服務時間（詳細班次）
常規班次
| 梅窩碼頭開       | 梅窩碼頭開 | 梅窩碼頭開 | 梅窩碼頭開 | 梅窩碼頭開 |
| 星期一至五       | 星期一至五 | 星期一至五 | 星期一至五 | 星期一至五 |
| ---------------- | ---------- | ---------- | ---------- | ---------- |
| 09:30            | 14:30      | 18:40      | 19:30      |            |
| 星期六           |            |            |            |            |
| 09:30            | 13:30      | 14:30      | 17:30      | 18:40      |
| 19:30            |            |            |            |            |
| 星期日及公眾假期 |            |            |            |            |
| 09:05            | 10:05      | 11:05      | 12:00      | 12:40      |
| 13:20            | 14:00      | 15:00      | 16:00      | 18:00      |

| 塘福開           | 塘福開     | 塘福開     | 塘福開     | 塘福開     | 塘福開     |
| 星期一至五       | 星期一至五 | 星期一至五 | 星期一至五 | 星期一至五 | 星期一至五 |
| ---------------- | ---------- | ---------- | ---------- | ---------- | ---------- |
| 06:30            | 15:25      |            |            |            |            |
| 星期六           |            |            |            |            |            |
| 06:30            |            |            |            |            |            |
| 星期日及公眾假期 |            |            |            |            |            |
| 09:30            | 10:30      | 11:30      | 12:25      | 12:50      | 13:10      |
| 13:50            | 14:30      | 15:30      | 16:30      | 18:30      |            |

- 橙字班次繞經梅窩舊墟

特別班次（梅窩碼頭→水口，經梅窩舊墟及塘福懲教所）
- 星期一至六：07:50

星期日及公眾假期不設服務
特別班次（水口→梅窩碼頭）
- 星期一至六：08:30
- 星期日及公眾假期：07:30

## 收費
4
全程：$6.4（平日）／$12.5（假日）
- 貝澳油站往塘福／蝶崗往梅窩碼頭：$4.8（平日）／	$7.1（假日）
- 長沙上村往塘福：$2.7（平日）／$5.4（假日）
- 羅屋村往梅窩碼頭：$3.6（平日）／$5.8 （假日）

| - 12歲以下小童及65歲或以上長者乘搭本線可獲半價優惠。 - 65歲或以上長者以八達通（包括「樂悠咭」）乘搭本線亦可享有車資折扣，應繳車費如上方所示，或可向車長查詢。 - 持有當日有效「大嶼通」或「大澳通」乘車證之乘客，上車時向車長出示有效乘車證，可乘搭本線。 - 65歲或以上長者使用長者或個人八達通（包括「樂悠咭」）繳付車資，均可享有每程$2.0或長者優惠車費（以較低者為準）的票價優惠；12歲以下合資格殘疾兒童使用「殘疾人士身份」個人八達通繳付車資，均可享有每程$2.0或半價（以較低者為準）的票價優惠；12至64歲合資格殘疾人士使用「殘疾人士身份」個人八達通，以及60至64歲香港居民使用「樂悠咭」繳付車資，均可享有每程$2.0或全費（以較低者為準）的票價優惠。 - 乘客可以現金或八達通於上車時付款，不設找續。 - 每位成人乘客可免費攜帶最多兩名4歲以下而不佔座位的兒童乘客乘車，超額之4歲以下小童必須繳付小童車費乘車。 - 新大嶼山巴士全職員工及家屬（不包括外判職員）可免費乘搭本路線，惟必須出示職員證或家屬證。 - 乘客亦可使用AlipayHK「易乘碼」、支付寶及WeChatHK／微信支付「搭車碼」繳付車資。乘客使用此支付方式，將不能享有與其他嶼巴路線之轉乘優惠、「公共交通費用補貼計劃」及「長者及合資格殘疾人士公共交通票價優惠計劃」；而使用WeChatHK／微信支付「搭車碼」亦不能享有小童／長者半價優惠。 |

7S
全程：$5.9（小童半價適用）
- 本路線不設長者及殘疾人士每程$2.0的票價優惠（長者使用八達通及12-64歲殘疾人士如使用「殘疾人士身份」個人八達通繳付車資，會以全費計算）。
- 本路線並不受「大嶼通」或「大澳通」乘車證優惠計劃覆蓋。

## 行車路線
梅窩碼頭開經：梅窩碼頭路、（銀石街、銀鑛灣路、嶼南道、蔴埔坪道）及嶼南道。
括號內之路段祇限特別班次駛經
塘福開經：嶼南道（銀鑛灣路、銀石街、銀鑛灣路）及梅窩碼頭路。
括號內之路段祇限特別班次駛經

### 沿線車站
| 梅窩碼頭開 | 梅窩碼頭開           | 梅窩碼頭開   | 塘福開 | 塘福開               | 塘福開       |
| 序號       | 車站名稱             | 位置         | 序號   | 車站名稱             | 位置         |
| ---------- | -------------------- | ------------ | ------ | -------------------- | ------------ |
| 1          | 梅窩碼頭             | 梅窩巴士總站 | ^      | 水口村               | 嶼南道       |
| ^          | 梅窩熟食市場         | 銀鑛灣路     | ^      | 下橫壟               | 嶼南道       |
| ^          | 銀灣邨               | 銀鑛灣路     | ^      | 上橫壟               | 嶼南道       |
| ^          | 梅窩街市             | 銀石街       | ^      | 南大嶼山海底電纜站   | 嶼南道       |
| ^          | 銀景中心             | 銀石街       | ^      | 麻埔坪道             | 嶼南道       |
| 2          | 銀鑛灣濾水廠         | 嶼南道       | 1      | 塘福                 | 塘福巴士總站 |
| 3          | 荔枝園               | 嶼南道       | 2      | 塘福村               | 嶼南道       |
| 4          | 南山三屋村           | 嶼南道       | 3      | 塘福海灘             | 嶼南道       |
| 5          | 南山營地             | 嶼南道       | 4      | 上長沙海灘           | 嶼南道       |
| 6          | 太古職員宿舍         | 嶼南道       | 5      | 長沙大橋             | 嶼南道       |
| 7          | 貝澳油站             | 嶼南道       | 6      | 蝶崗                 | 嶼南道       |
| 8          | 老圍村               | 嶼南道       | 7      | 麗濱別墅             | 嶼南道       |
| 9          | 新圍村               | 嶼南道       | 8      | 長沙消防局           | 嶼南道       |
| 10         | 羅屋村               | 嶼南道       | 9      | 長沙下村             | 嶼南道       |
| 11         | 牛坳園               | 嶼南道       | 10     | 長沙警署             | 嶼南道       |
| 12         | 散石灣中蘆           | 嶼南道       | 11     | 長沙上村             | 嶼南道       |
| 13         | 散石灣村             | 嶼南道       | 12     | 散石灣迴旋處         | 嶼南道       |
| 14         | 女青年會梁紹榮度假村 | 嶼南道       | 13     | 女青年會梁紹榮度假村 | 嶼南道       |
| 15         | 散石灣迴旋處         | 嶼南道       | 14     | 散石灣村             | 嶼南道       |
| 16         | 長沙上村             | 嶼南道       | 15     | 散石灣中蘆           | 嶼南道       |
| 17         | 長沙警署             | 嶼南道       | 16     | 羅屋村               | 嶼南道       |
| 18         | 長沙下村             | 嶼南道       | 17     | 新圍村               | 嶼南道       |
| 19         | 長沙消防局           | 嶼南道       | 18     | 老圍村               | 嶼南道       |
| 20         | 麗濱別墅             | 嶼南道       | 19     | 貝澳油站             | 嶼南道       |
| 21         | 蝶崗                 | 嶼南道       | 20     | 太古職員宿舍         | 嶼南道       |
| 22         | 長沙大橋             | 嶼南道       | 21     | 南山營地             | 嶼南道       |
| 23         | 上長沙海灘           | 嶼南道       | 22     | 南山三屋村           | 嶼南道       |
| 24         | 塘福海灘             | 嶼南道       | 23     | 禮智園墳場           | 嶼南道       |
| 25         | 塘福村               | 嶼南道       | 24     | 荔枝園               | 嶼南道       |
| 26         | 塘福                 | 塘福巴士總站 | 25     | 梅窩警署             | 嶼南道       |
| ^          | 塘福懲教所           | 蔴埔坪道     | #      | 梅窩熟食市場         | 銀鑛灣路     |
| ^          | 麻埔坪村             | 蔴埔坪道     | #      | 銀灣邨               | 銀鑛灣路     |
| ^          | 麻埔坪道             | 嶼南道       | #      | 梅窩街市             | 銀石街       |
| ^          | 南大嶼山海底電纜站   | 嶼南道       | #      | 銀景中心             | 銀石街       |
| ^          | 上橫壟               | 嶼南道       | 26     | 梅窩碼頭             | 梅窩巴士總站 |
| ^          | 下橫壟               | 嶼南道       |        |                      |              |
| ^          | 水口村（東）         | 嶼南道       |        |                      |              |

註：
- 有 ^ 號之分站祇限水口特別班次停靠
- 有 # 號之分站祇限塘福開15:25（星期一至五）特別班次停靠

## 引入雙層巴士
為應付假日大量往來大嶼山市民的需求，早於1977年5月30日，嶼巴向中巴借用了一輛矮車身佳牌阿拉伯五型巴士（LS43），以測試雙層巴士行走大嶼山的可行性。其後嶼巴在1979年4月13日透過利萊香港總經銷商新英華汽車簽約訂購兩輛利蘭勝利二型巴士。嶼巴第一輛勝利二型，編號為LD01（車牌號碼CC9088），於1980年2月1日登陸大嶼山，亦成為嶼巴歷來第一輛登記的雙層巴士。此車與另一輛勝利二型新巴士於同年4月2日正式投入服務，於此路線服役。
新大嶼山巴士的利蘭勝利二型，由於在地勢險要的大嶼山受盡限制，尤其是不能服務假日期間客量驚人的梅窩至東涌、昂坪等路線，長期只能活躍於嶼南道一帶，令巴士空有高載客量卻不能盡展所長。再加上至1992年，冠忠巴士收購了嶼巴後，每逢週末週日都以載車渡輪運來旅遊巴士以支援假日的遊客（當年青嶼幹線尚未落成，因此巴士只能以水路前往大嶼山），加速了勝利二型在大嶼山退下來的日子。此路線的利蘭勝利二型亦因而退下火線，改派單層巴士（初時五十鈴，後期改為以單層猛獅A91（MN））行走。
2017年，因應梅窩舊墟新住宅項目（居屋銀河苑及銀蔚苑）於2018年第三季落成入伙，及東涌道改善工程早於2009年2月竣工，嶼巴在借用新巴未出牌的Enviro 400（3839）雙層空調巴士試行東涌道試驗成功後，決定引入雙層空調巴士服務嶼南區，並訂購14輛Enviro 400（與新巴的同款巴士（3800-3859）相似）。該批巴士於2018年6月起陸續抵港，並於2019年1月19日起正式引入於3M線行走。
最終嶼巴於2019年7月正式批准Enviro 400巴士於此路線行走，隨即於同年7月9日下午首次派出該款巴士（AD14／VU6370）服役此路線，繼3M線後成為嶼南區第二條引入該款雙層巴士的路線，也是繼利蘭勝利二型（LD）於1995年退下火線，相隔24年後此路線再次出現雙層巴士，也令長沙與塘福一段嶼南道再次有雙層巴士常規行走，但要到2021年1月起才常規派出雙層巴士行走此路線。
現時因梅窩、塘福及東涌一帶的低地台巴士需求較大，無論在平日或假期，均未見有雙層巴士行走本線。